# Domino Effect (альбом)
Domino Effect — студийный альбом швейцарской рок-группы Gotthard, вышедший в 2007 году.

## Об альбоме
Domino Effect записан в декабре 2006 года на собственной студии Gotthard в Швейцарии. Микширование производилось в бельгийской студии Galaxy Studios. Звукоинженеры — Лео Леони и Рональд Прент.
Первый сингл с этого альбома песня «Call» вышла в Швейцарии 30 марта 2006. Релиз альбома в Швейцарии и большинстве стран Европы состоялся 27 апреля 2007. Альбом содержит 14 треков. На российское и японское издания включены дополнительно бонус-треки. В США альбом появился в продаже 18 сентября 2007.
В декабре альбом стал платиновым.
В феврале 2008 на церемонии награждения Swiss Musik Awards Gotthard получили приз в категории «Лучший альбом года» с альбомом «Domino Effect».

## Список композиций
1. Master Of Illusion — 3.55
2. Gone To Far — 3.55
3. Domino Effect — 3.48
4. Falling — 3.35
5. The Call — 3.55
6. The Oscar Goes To You — 4.21
7. The Cruiser (Judgement Day) — 4.27
8. Heal Me — 3.46
9. Letter To A Friend — 3.54
10. Tomorrow’s Just Begun — 4.03
11. Come Alive — 2.51
12. Bad To The Bone — 3.40
13. Now — 4.11
14. Where Is Love When It‘s Gone — 4.09

Бонус треки:
- Can’t be the real thing — 3.41 — российское издание
- Supermen — 4.04 — японское издание

## Участники записи
- Steve Lee — вокал
- Leo Leoni — гитара, бэк-вокал
- Freddy Scherer — гитара, бэк-вокал
- Marc Lynn — бас-гитара
- Hena Habegger — ударная установка
- Nicolo Fragile — клавишные